# LOVE FLIES
«LOVE FLIES» es el primer sencillo de L'Arc~en~Ciel dentro de su octavo álbum REAL, siendo el tema escogido para el comercial de Canon Wonder BJ.
En él aparece como figurante Ein, al que conocieran en el rodaje de HEAVEN'S DRIVE y años después llegara a formar parte del grupo del guitarrista SONS OF ALL PUSSYS.
| #  | Título                                          | Compuesta por:                             |
| -- | ----------------------------------------------- | ------------------------------------------ |
| 1. | LOVE FLIES                                      | hyde (letra) ken (música)                  |
| 2. | Shinjitsu to Gensou to -out of the reality mix- | hyde (letra) ken (música) yukihiro (remix) |